# باربارا ترنر (بازیکن بسکتبال)
باربارا ترنر (انگلیسی: Barbara Turner؛ زادهٔ ۸ ژوئن ۱۹۸۴) بازیکن بسکتبال اهل ایالات متحده آمریکا است.
وی در مسابقات کشوری و بین‌المللی در مجموع برندهٔ ۱ مدال نقره شده‌است.